# Kai Hospelt
Kai Hospelt (* 23. August 1985 in Köln) ist ein ehemaliger deutscher Eishockeyspieler, der im Verlauf seiner aktiven Karriere zwischen 2000 und 2021 unter anderem 915 Spiele für die Kölner Haie, Grizzly Adams Wolfsburg, Adler Mannheim und Krefeld Pinguine in der Deutschen Eishockey Liga (DEL) auf der Position des Flügelstürmers bestritten hat. Mit den Adler Mannheim gewann Hospelt im Jahr 2015 die Deutsche Meisterschaft, nachdem er zuvor mit Köln und Wolfsburg insgesamt dreimal Vizemeister geworden war.

## Karriere

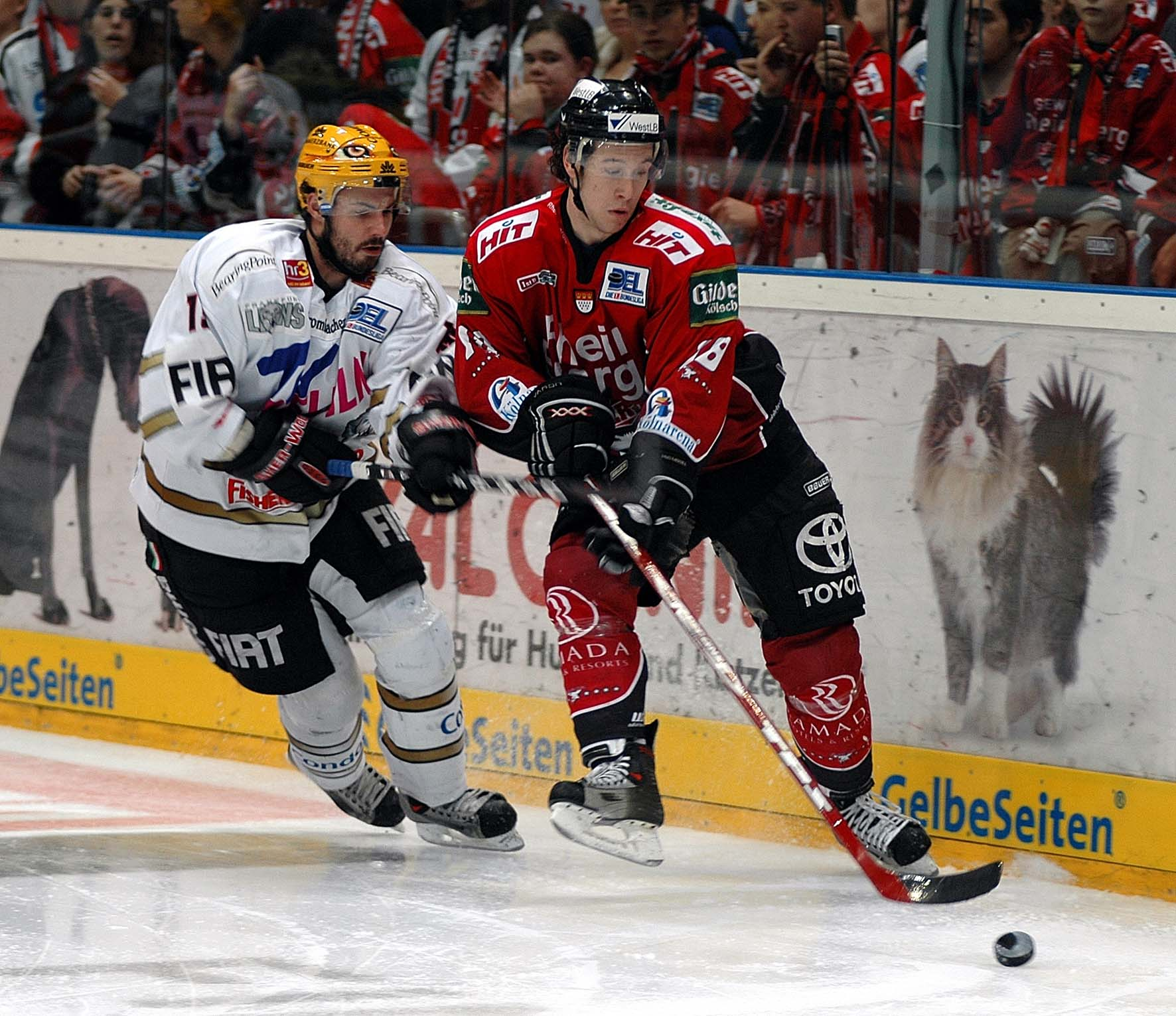
Hospelt (rechts) im Trikot der Kölner Haie (2006)

Hospelt begann mit dem Eishockey in der Jugend der Kölner Haie, wo bereits sein Vater Wim Hospelt von 1972 bis 1978 spielte und im Jahr 1977 die Deutsche Meisterschaft gewann. In der Saison 2000/01 kam der Flügelstürmer erstmals zu Einsätzen in der Juniorenmannschaft des KEC in der Deutschen Nachwuchsliga (DNL), wo er auf Anhieb zum Stammspieler aufstieg. Bereits in seiner zweiten Saison überzeugte der Linksschütze durch 106 Scorerpunkte in 40 Spielen. Ein Jahr später wurde der Angreifer erneut Topscorer der DNL-Hauptrunde, obwohl er an einigen Spielen nicht teilnehmen konnte, da er zu ersten Einsätzen in der Profimannschaft der Haie kam. So konnte Hospelt am Ende der Saison 2002/03 auch die Vizemeisterschaft in der Deutschen Eishockey Liga (DEL) mit den Haien feiern. Im Sommer wurde Hospelt schließlich von den San Jose Sharks aus der National Hockey League (NHL) im NHL Entry Draft 2003 in der siebten Runde an 216. Stelle ausgewählt.
Nach diesem Übergangsjahr sollte der Offensivspieler ab der Saison 2003/04 ausschließlich in der ersten Mannschaft des KEC zum Einsatz kommen. Er etablierte sich als Stürmer in der vierten Reihe, was ihm regelmäßige Eiszeit ermöglichte. Vor der Spielzeit 2004/05 erlitt der Angreifer einen Kreuzbandriss, sodass er einen Großteil der Spieljahres verpasste und daher seine Scoringquote aus dem Vorjahr nicht erreichte. In der Saison 2005/06 erzielte Hospelt insgesamt zwölf Scorerpunkte und erreichte mit den Haien das Halbfinale der Playoffs. Zu Beginn der Spielzeit 2007/08 zog sich der Linksschütze im ersten Saisonspiel erneut einen Kreuzbandriss zu, kam aber bereits vier Monate später zurück in den Kader des KEC.
Schon während der Saison 2007/08 gab er bekannt, dass er eine neue Herausforderung suchen wollte und zusammen mit seinem Mitspieler Sebastian Furchner zur folgenden Spielzeit zu den Grizzly Adams Wolfsburg wechseln werde. Bei dem erst in der Vorsaison aufgestiegenen DEL-Neuling aus Niedersachsen, entwickelte sich Hospelt in einer Angriffsreihe mit Furchner und Norm Milley zum Nationalspieler, Leistungsträger und Führungsspieler. So konnte er bereits in seiner zweiten Spielzeit für die Wolfsburger mehr als 40 Punkte erzielen. In der folgenden Saison 2010/11, die als Hauptrundenerster und dem Erreichen des Meisterschaftsfinales eine der erfolgreichsten des Vereins wurde, erzielte er den entscheidenden Treffer zum Finaleinzug im Halbfinale gegen die Krefeld Pinguine. In der Saison 2011/12 wurde er mit 25 Toren der Torschützenkönig der DEL-Hauptrunde und zum DEL-Spieler des Jahres gewählt. Obwohl er schon zu Beginn der folgenden Spielzeit bekannt gab, den Verein nach der Saison 2012/13 verlassen zu wollen, wurde er in dieser zum Mannschaftskapitän der Grizzlys ernannt und erzielte für seine Mannschaft nochmal mehr als 40 Punkte.
Von der Saison 2013/14 an spielte Hospelt drei Jahre für die Adler Mannheim, mit denen er im Spieljahr 2014/15 den ersten Tabellenplatz nach der Hauptrunde erreichte und in den anschließenden Playoffs die Deutsche Meisterschaft gewann. Auch dort erzielte er wieder den Treffer zum Finaleinzug im Halbfinale gegen seinen früheren Verein Grizzly Adams Wolfsburg. Im April 2016 gaben die Kölner Haie Hospelts Rückkehr zu seinem Heimatverein bekannt. Nach drei Jahren bei den Haien wechselte er zur Saison 2019/20 zu den Krefeld Pinguinen. Zwischen November 2020 und April 2021 stand Hospelt bei den Ravensburg Towerstars in der DEL2 unter Vertrag, ehe er seine Karriere nach der Spielzeit 2020/21 im Alter von 35 Jahren beendete. Anschließend begann er als Spielerberater und TV-Experte zu arbeiten.

### International
Auf internationaler Ebene kam Hospelt ab der Spielzeit 2000/01 für die Juniorennationalmannschaften des Deutschen Eishockey-Bundes zu Einsätzen. In der Folge absolvierte er die World U-17 Hockey Challenge 2002 und mit der deutschen U18-Auswahl die U18-Junioren-Weltmeisterschaft 2002, bei er allerdings nur eine untergeordnete Rolle im Kader einnahm, als das deutsche Team abstieg. Nur ein Jahr später nahm der Stürmer sowohl an der U20-Junioren-Weltmeisterschaft 2003 als auch der U18-Junioren-Weltmeisterschaft der Division I teil, bei der er mit sieben eigenen Treffern bester Torschütze war. Danach spielte Hospelt mit dem deutschen U20-Nationalteam bei der U20-Junioren-Weltmeisterschaft der Division I 2004, als der Mannschaft der Aufstieg in die Top-Division gelang. Einen weiteren Auftritt mit der U20-Auswahl absolvierte der Angreifer bei der U20-Junioren-Weltmeisterschaft 2005.
Hospelt nahm mit der deutschen A-Nationalmannschaft mehrmals am Deutschland Cup sowie den Weltmeisterschaften 2009, 2010, 2011, 2012, 2014 und 2015 teil. Das beste Ergebnis war dabei der vierte Platz bei der Heim-Weltmeisterschaft im Jahr 2010. Sein persönlich bestes Turnier bestritt der Offensivspieler mit der WM 2014, als ihm fünf Scorerpunkte gelangen. Darüber hinaus gehörte Hospelt zum deutschen Aufgebot bei den Olympischen Winterspielen 2010 im kanadischen Vancouver. Im Juli 2017 gab er nach 115 Länderspielen seinen Rücktritt aus der Nationalmannschaft bekannt.

## Erfolge und Auszeichnungen
| - 2002 Topscorer der DNL-Hauptrunde - 2003 Topscorer der DNL-Hauptrunde - 2003 Bester Torschütze der DNL-Hauptrunde - 2003 Deutscher Vizemeister mit den Kölner Haien - 2008 Deutscher Vizemeister mit den Kölner Haien - 2009 Deutscher Pokalsieger mit den Grizzly Adams Wolfsburg | - 2011 Deutscher Vizemeister mit den Grizzly Adams Wolfsburg - 2011 Spengler Cup All-Star-Team - 2012 Bester Torschütze der DEL-Hauptrunde - 2012 DEL-Spieler des Jahres - 2012 DEL-Stürmer des Jahres - 2015 Deutscher Meister mit den Adler Mannheim |

### International
- 2003 Bester Torschütze der U18-Junioren-Weltmeisterschaft der Division I, Gruppe A
- 2004 Aufstieg in die Top-Division bei der U20-Junioren-Weltmeisterschaft der Division I, Gruppe A

## Karrierestatistik

### International
Vertrat Deutschland bei:
| - World U-17 Hockey Challenge 2002 - U18-Junioren-Weltmeisterschaft 2002 - U20-Junioren-Weltmeisterschaft 2003 - U18-Junioren-Weltmeisterschaft der Division I 2003 - U20-Junioren-Weltmeisterschaft der Division I 2004 - U20-Junioren-Weltmeisterschaft 2005 - Weltmeisterschaft 2009 | - Olympischen Winterspielen 2010 - Weltmeisterschaft 2010 - Weltmeisterschaft 2011 - Weltmeisterschaft 2012 - Qualifikationsturnier für die Olympischen Winterspiele 2014 - Weltmeisterschaft 2014 - Weltmeisterschaft 2015 |

(Legende zur Spielerstatistik: Sp oder GP = absolvierte Spiele; T oder G = erzielte Tore; V oder A = erzielte Assists; Pkt oder Pts = erzielte Scorerpunkte; SM oder PIM = erhaltene Strafminuten; +/− = Plus/Minus-Bilanz; PP = erzielte Überzahltore; SH = erzielte Unterzahltore; GW = erzielte Siegtore; 1 Play-downs/Relegation; Kursiv: Statistik nicht vollständig)